# Бурцева, Анна Андреевна
Бурцева Анна Андреевна (девичья фамилия Курганская) — спортсмен, Мастер спорта России, Мастер спорта России международного класса по тхэквондо МФТ. Обладательница черного пояса, 3-й дана. Бронзовый призер чемпионата мира, чемпион Европы, победитель и призёр Кубков Европы и Азии.

## Биография
Анна Андреевна Бурцева родилась 3 ноября 2002 года в поселке Новогригорьевка Акбулакского района Оренбургской области. В 2005 году переехала с родителями и сестрой в г. Воронеж. Окончила Воронежскую государственную академию спорта  в 2024 г и в этом же году получила диплом АНО ВО МИСАО по специальности тренер-преподаватель по тхэквондо МФТ. 

## Спортивная карьера

### Начало
Тхэквондо начала заниматься в 2009 году, тренеры - Микаелян Петрос Константинович и Милованов Эдуард Михайлович

### Профессиональный спорт
В 2014 году впервые приняла участие в Кубке Европы, проходившем в Будапеште, где завоевала третье место по спаррингу и первое место в дисциплине туль по цветным поясам. 
В 2017 году принимала участие в первенстве Европы( София, Болгария). 
В 2018 году принимала участие в чемпионате Европы проходившем в городе Марибор (Словения) завоевала бронзовую, серебряную и золотую медаль в командных командных дисциплинах.
В апреле 2019 года в составе сборной России принимала участие в чемпионате Мира, проходившем в городе Инцель( Германия), завоевала бронзовую медаль в дисциплине туль .
В октябре 2019 года участвовала в чемпионате Европы по тхэквондо ITF, состоявшемся в городе Сараево (Босния и Герцеговина), где получила серебряную и бронзовую медали в командных дисциплинах .
Приказом Министерства спорта Российской Федерации от 31 августа  2021 года  номер 105нг Анне Андреевне Курганской  присвоено спортивное звание  «Мастер спорта России».
В 2022 году принимала участие в Кубке Азии в Ташкенте( Узбекистан) где заняла первое место по туль и третье место по спаррингу.
Приказом Министерства спорта Российской Федерации от 29 июня 2023 года номер 99нг Анне Андреевне Курганской  присвоено спортивное звание «Мастер спорта России международного класса».

## Тренерская карьера
С 2022 года - лицензированный инструктор и тренер по тхэквондо МФТ

## Награды и звания
- Мастер спорта России (2021)
- Мастер спорта России международного класса (2023)